# Londen systeem
Het Londen systeem of de Londen is een verzamelnaam voor schaakopeningen waarin wit in variabele volgorde de volgende zetten probeert te spelen: d2-d4, Lc1-f4, Pg1-f3, e2-e3 en c2-c3; vaak aangevuld met Pb1-d2, h2-h3 (om h2 vrij te maken voor de loper), Lf1-d3 en (als zwart de d4-pion slaat) c3xd4 of e3xd4, met als doel min of meer dezelfde stelling in te nemen ongeacht wat zwart speelt.
Het Londen systeem is een stabiel en overwegend positioneel systeem door de ondersteuning van de d4-pion door de pionnen op e3 en c3. 
Het systeem is vernoemd naar een toernooi in Londen in 1992, waarin dit systeem gespeeld werd.

## Rapport-Jobava systeem
Het Rapport-Jobava systeem of Rapport-Jobava Londen of Jobava Londen is een variatie van het Londen systeem vernoemd naar Richárd Rapport en Baadoer Dzjobava. In dit systeem wordt c2-c3 vervangen door Pb1-c3 met als doel een veel agressiever spel te krijgen (zie voorbeelddiagram).